# Bischweier
Bischweier è un comune tedesco di 3 165 abitanti, situato nel land del Baden-Württemberg.